# Tossicogenomica
La tossicogenomica, disciplina che fonde le branche della tossicologia e della genomica, è la scienza biomedica che studia la relazione tra gli effetti delle sostanze tossiche su di un organismo ed il suo genoma.